# NGC 6149
NGC 6149 (również PGC 58183 lub UGC 10391) – galaktyka soczewkowata (S0), znajdująca się w gwiazdozbiorze Herkulesa. Odkrył ją Lewis A. Swift 3 kwietnia 1887 roku. Jest to galaktyka z aktywnym jądrem typu LINER.